# Lógica dialéctica
La lógica dialéctica es el sistema de leyes del pensamiento y la forma de razonar, desarrollado inicialmente por Elí de Gortari en introducción a la lógica dialéctica dentro de las tradiciones hegeliana y marxista, que busca hacer una mediación entre la lógica formal «pura» y el análisis dialéctico de las contradicciones en el movimiento. Se define como la "ciencia acerca de las leyes y formas en que el desarrollo y el cambio del mundo objetivo se reflejan en el pensar acerca de las leyes que rigen el conocimiento de la verdad" mientras que la lógica formal "se dedica a investigar las diversas formas de los juicios humanos, de los argumentos, interesándose sólo por si están o no construidos en consonancia con las reglas de la lógica". La naturaleza precisa de la relación entre la lógica dialéctica y formal fue objeto de acalorados debates en la Unión Soviética y China.
Este análisis dialéctico, mal situado, poco cultivado, se ha oscurecido y su campo desaparece —o más bien parece desaparecer– ante la lógica pura y ante la lógica de las oposiciones. Desde el estoicismo hasta el final de la Edad Media europea, la dialéctica estuvo más o menos identificada con la lógica formal. Pero en la concepción más amplia que aquí se presenta, el pensamiento lógico se integra en el pensamiento dialéctico como un momento del mismo. En contraste con el formalismo abstracto de la lógica tradicional, la lógica dialéctica en el sentido marxista se desarrolló como la lógica del movimiento y el cambio y se utilizó para examinar formas concretas. Sus defensores afirman que es un enfoque materialista de la lógica, que se basa en el mundo material y objetivo.
A partir del siglo XVII, se empieza a destacar la insuficiencia de la lógica formal y se sientan nuevas teoría sobre los principios y métodos generales del pensamiento (Bacon, Descartes, Leibniz, etc.). Immanuel Kant estableció una diferencia entre lógica general (o formal) y lógica trascendental, que tiene por objeto los principios del pensamiento puro sin hacer abstracciones del contenido, oponiéndose así a la estética trascendental.
La lógica dialéctica se debe a la creación de Georg Wilhelm Hegel, aunque muchos de sus pensamientos y de sus conclusiones fueron planteados en la Antigua Grecia por Heráclito de Éfeso, Platón, Aristóteles y otros. Lógica dialéctica ubica la atención en el hallazgo de las fuentes de desarrollo, en la inteligencia de que este responde a la contradicción dialécticamente interpretada. Karl Marx y Friedrich Engels adoptaron la dialéctica de Hegel y la aplicaron a los procesos sociales y económicos (materialismo dialéctico e histórico).
Se lee a Lenin: «La lógica formal [...] toma las definiciones formales, guiándose por lo que es más habitual o por lo que salta a la vista más a menudo y se limita a eso [...] la lógica dialéctica exige que vayamos más lejos. Para conocer de verdad el objeto hay que abarcar y estudiar todos sus aspectos, todos sus vínculos y 'mediaciones'. Jamás lo conseguiremos por completo, pero la exigencia de la multilateralidad nos prevendrá contra los errores y el anquilosamiento. Eso en primer lugar.» esto esta asegurado, nada esta asegurado. De ahí que el cometido principal de la lógica dialéctica estribe en investigar cómo el movimiento, las contradicciones internas de los fenómenos, en la investigación de la esencia dialéctica de las categorías lógicas, “que llega hasta la identidad de los contrarios”. Según Lenin, la unidad y lucha de contrarios es el núcleo, la esencia del materialismo dialéctico.
Stalin argumentó en El marxismo y los problemas de la lingüística que no había contenido de clase en la lógica formal y que era una ciencia neutral aceptable. Esto llevó a insistir en que no había dos lógicas, sino solo una lógica formal. La analogía utilizada fue la relación entre las matemáticas elementales y superiores. Por tanto, la lógica dialéctica se ocupaba de un área de estudio diferente de la lógica formal.
La lógica formal es la base del método metafísico y sus leyes se contraponen a las leyes de la lógica dialéctica. El principio de identidad (donde {\displaystyle A} = {\displaystyle A}) sostiene que toda cosa son siempre iguales a sí mismos y cada fenómeno es algo inmutable mientras que la dialéctica materialista sostiene que cada cosa es idéntica y no idéntica a sí misma, puesto que cada cosa se halla en un proceso de cambio. Engels expresa en la Dialéctica de la naturaleza:

La planta, el animal, toda célula es, en cada momento de su vida, idéntica consigo misma y, a la par con ello, diferente de sí misma, por la asimilación y la secreción de sustancias, la respiración y la formación y la muerte de células, por el proceso circulatorio que en ella se opera, en una palabra, por una suma de innumerables cambios moleculares que constituyen la vida y cuyos resultados sumados se manifiestan visiblemente en las fases de la vida -vida embrionaria, infancia, juventud, madurez sexual, proceso de la procreación, vejez y muerte-. Cuanto más se desarrolla la fisiología, mayor importancia adquieren para ella estos cambios incesantes e infinitamente pequeños, mayor importancia adquiere para ello, por tanto, la consideración de las diferencias dentro de la identidad, y envejece y caduca el viejo punto de vista formal y abstracto de la identidad, según el cual un ser orgánico debe considerarse y tratarse como sencillamente idéntico a sí mismo y constante. No obstante, perdura el modo de pensar basado en él, con sus categorías. Pero, ya en la naturaleza inorgánica, nos encontramos con que no existe, en realidad, la identidad en cuanto tal. Todo cuerpo se halla constantemente expuesto a influencias mecánicas, físicas y químicas, que lo hacen cambiar continuamente y modifican su identidad. Solamente en la matemática -ciencia abstracta, que se ocupa de cosas discursivas, aunque éstas sean reflejos de la realidad- ocupa su lugar la identidad abstracta, como la antítesis de la diferencia, que, además, se ve constantemente superada.

El principal consenso entre los dialécticos es que la dialéctica no viola el principio de no contradicción de la lógica formal. Recientemente, la investigación sobre la formalización de la dialéctica también atrajo a los académicos al aplicar la lógica no clásica, como la lógica paraconsistente.
Algunos filósofos soviéticos sostenían que la dialéctica materialista podía verse en la lógica matemática de Bertrand Russell; sin embargo, esto fue criticado por Abram Deborin como panlogicismo.
Évald Iliénkov sostuvo que la lógica no era una ciencia formal sino un reflejo de la praxis científica y que las reglas de la lógica no son independientes del contenido. Siguió a Hegel al insistir en que la lógica formal había sido superada, argumentando que la lógica necesitaba ser una unidad de forma y contenido y para enunciar verdades reales sobre el mundo objetivo. Ilyenkov usó El capital para ilustrar el flujo constante de {\displaystyle A} y {\displaystyle B} y la vanidad de aferrarse estrictamente a {\displaystyle A} o {\displaystyle \neg A}, debido a la contradicción lógica inherente del autodesarrollo.
Durante la escisión chino-soviética, la lógica dialéctica se utilizó en China como símbolo del marxismo-leninismo contra la rehabilitación soviética de la lógica formal.

## Principios
La lógica dialéctica tiene tres leyes:
- Ley de la unidad de los contrarios: El principio de unidad de los contrarios en lógica dialéctica se refiere a la conexión interna, penetración y exclusión recíprocas entre los contrarios y señala que la unidad de los contrarios es momentánea, pasajera y relativa, mientras que la lucha entre ellos es absoluta.[15]
- Ley de la transformación de los cambios cuantitativos en cambios cualitativos: Se refiere a la forma en que los pequeños y al principio imperceptibles cambios conducen necesariamente a cambios cualitativos en forma de salto de la vieja cualidad a una cualidad nueva.[16][17]
- Ley de la negación de la negación: Se refiere a la formación de tríadas dialécticas, donde el primer contrario es la tesis, el segundo la antítesis (negación de la tesis) y el tercero la síntesis (negación de la negación de la tesis).[18]